# Xã đặc quyền Zeeland, Michigan
Xã Zeeland (tiếng Anh: Zeeland Township) là một xã thuộc quận Ottawa, tiểu bang Michigan, Hoa Kỳ. Năm 2010, dân số của xã này là 9.971 người.